# Power104
Power 104 war ein privater Hörfunksender. Zu seinen bevorzugten Musikgenres gehörten Pop und Dance. Das Programm richtete sich an die Zielgruppe von 14 bis 35 Jahren. Seit Anfang Februar des Jahres 2012 war Power 104 unter anderem per Streaming-Audio über Internet zu empfangen.

## Gründung und Lizenzierung
Im August 2010 wurde zur Realisierung und Zulassung des neuen Hörfunkprogramms die Power 104 e.K. (HRA 95882 – AG München) gegründet. Unter Abänderung des Rechtsformzusatzes und nach dem Eintritt der United Radio Management Ltd. wurde die Firma (ebenfalls unter HRA 95882 – AG München) seit dem 19. September 2011 als Power 104 Ltd. & Co. KG (Rechtsformänderung) fortgeführt, deren einziger Gesellschafter Andreas Mayer war, und reichte im September 2011 einen Lizenzantrag bei der Landesanstalt für Kommunikation (LFK) ein.
Am 22. November 2011 wurde der Sender mit Beschluss der Kommission für Zulassung und Aufsicht (ZAK) vom 22. November 2011 durch die LFK Baden-Württemberg bundesweit für die Dauer von acht Jahren zugelassen. Lizenzinhaberin für das Programm Power 104 ist die Power 104 Ltd. & Co. KG.

## Verbreitung
Das Programm wurde seit dem 23. März 2012 über den Satelliten Eurobird 9A auf Transponder 63 europaweit über den Plattformanbieter MediaCast verbreitet.
Am 16. Juli 2012 wurde von der Orbitalposition von 9° (Eutelsat) auf 19.2° (Astra Transponder 113) gewechselt, Frequenz 12633 MHz Pol.horizontal Symbolrate 22000 FEC 5/6.

## Sonstiges
Veranstalterin des Programms war die „Power 104 Ltd. & Co. KG“. Power 104 war in der Veranstalterliste der Landesanstalt für Kommunikation (LFK,) Landesanstalt für Kommunikation Hörfunkliste (LFK) und der Bayerischen Landeszentrale für neue Medien (BLM) gelistet.

## Änderung des Programmnamens
Am 25. September 2012 bestätigte die Landesanstalt für Kommunikation die Unbedenklichkeit der Änderung des Programmnamens in Radio Aktiv-FM. Seither übernahm Radio Aktiv-FM den Sendeplatz von Power 104.